# اوزون‌اوبا، خاچماز
اوزون‌اوبا (به ترکی آذربایجانی: Uzunoba) یک منطقه مسکونی در جمهوری آذربایجان است که در شهرستان خاچماز واقع شده‌است. اوزون‌اوبا ۱۲۶۰ نفر جمعیت دارد. دهیاری اوزون‌اوبا شامل روستاهای اوزون‌اوبا، باراخوم، خزرلی و شریف‌اوبا است.